# Microloxia pruinosa
Microloxia pruinosa là một loài bướm đêm trong họ Geometridae.